# Sancho III. (Navarra)

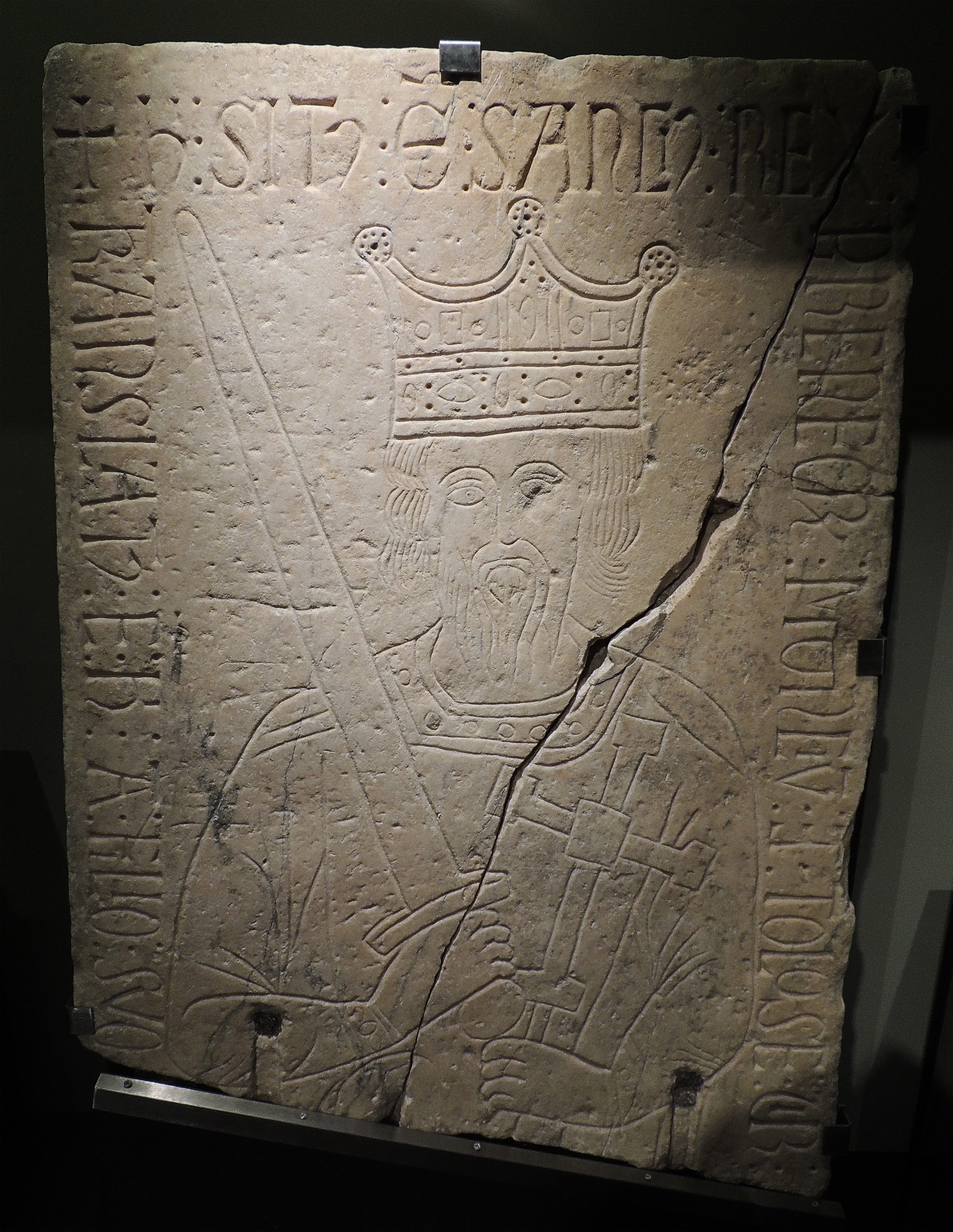
Sancho III. – Darstellung auf seinem Grabstein in der Basilika San Isidoro in León

Sancho III. der Große (baskisch Antso Nagusia, spanisch Sancho el Mayor; * um 990; † 18. Oktober 1035) war von 999 bis 1035 König von Navarra aus dem Haus Jiménez. Unter seiner Herrschaft erlangte Navarra kurzzeitig eine Vormachtstellung unter den christlichen Reichen Spaniens.

## Leben
Sancho war ein Sohn des Königs García II. und der Jimena Fernández. Er folgte seinem um die Jahreswende von 999 auf 1000 gestorbenen Vater nach und stand bis 1004 unter einer Vormundschaftsregentschaft. In seinen frühen und kaum dokumentierten Herrscherjahren hatte er sein Königreich von den Folgen der verheerenden Überfälle der Mauren von Al-Andalus unter Almansor († 1002) zu erholen. Ab dem Jahr 1017 begann Sancho eine drangvolle Expansionspolitik, die ihn und seine Dynastie die Hegemonie über die christlichen Reiche Spaniens verschaffte. Zuerst annektierte er in jenem Jahr die östlich an Navarra angrenzenden Pyrenäengrafschaften Sobrarbe und Ribagorza, nachdem dort das regierende und weitläufig mit ihm verwandte Grafenhaus ausgestorben war. Beide Grafschaften hatten ursprünglich zur Spanischen Mark des Frankenreichs gehört, genauso wie das schon zu einem früheren Zeitpunkt annektierte Aragón. Im selben Jahr starb sein Schwiegervater, Graf Sancho García, worauf er als Vormund seines jungen Schwagers García Sánchez einen dominierenden Einfluss auf das westlich von Navarra gelegene Kastilien ausüben konnte.

Das Reich Sanchos III. von Navarra (dunkelorange) im frühen 11. Jahrhundert. In Grün die Taifakönigreiche von al-Andalus.

Der Tod König Alfons’ V. von León im Jahr 1028 beförderte Sanchos Aufstieg zum Hegemon der Christenreiche Spaniens entscheidend, da er unter ihnen nun der einzig regierungsfähige Herrscher war. Der neue König Leóns, Bermudo III., war nicht nur ein Kind von elf Jahren, sondern stand auch unter der Vormundschaft seiner Stiefmutter Urraca, die wiederum eine Schwester Sanchos war. Als im Jahr 1029 García Sánchez von Kastilien die Schwester des neuen leónesischen Königs, Sancha, heiraten wollte, wurde er nur kurz vor dem Hochzeitstag ermordet. Inwiefern Sancho in dieses Attentat verwickelt war, bleibt unklar; allerdings nutzte er den Tod seines Schwagers sofort aus und bemächtigte sich im Namen seiner Frau der Herrschaft in Kastilien. Diese Grafschaft sollte eines Tages seinem jüngsten Sohn Ferdinand als Erbe zufallen, für den Sancho im Jahr 1032 die Hochzeit mit der Infanta Sancha erzwang und damit die Anwartschaft auf den leónesischen Thron sicherte. Spätestens ab diesem Zeitpunkt übernahm Sancho selbst für Bermudo III. die Vormundschaftsregierung in León, das für ihn als die „Krone seines Reichs“ (imperiali culmine) galt, wie er dies in einer Urkunde aus jenem Jahr in seiner Titulierung zum Ausdruck brachte. Seinem Anspruch gemäß umfasste dieses Reich ganz Spanien, als dessen König er sich bereits in einer Urkunde vom 27. Juni 1017 bezeichnete, also noch zu Lebzeiten Alfons’ V. von León, der ihm mindestens ebenbürtig gewesen war. Bemerkenswert daran ist nicht nur, dass der Titel „König der Spanier“ hier erstmals überhaupt Verwendung fand, sondern dass Sancho auch als erster Herrscher südlich der Pyrenäen das Gottesgnadentum für sich reklamierte, ganz nach dem Vorbild der fränkischen Könige. Darüber hinaus war er auch der erste transpyrenäische König, der direkte Kontakte mit dem westfränkisch/französischen Hof aufnahm, als er sich zu einem nicht näher genannten Zeitpunkt in Saint-Jean-d’Angély mit König Robert II. und Herzog Wilhelm V. von Aquitanien zu einer diplomatischen Unterredung traf. Spätestens nach dem Tod Alfons’ V. 1028 wurde das „spanische Königtum“ Sanchos Realität, was durch die vermehrte Verwendung dieses Titels in seinen Urkunden zum Ausdruck kam. Von dem Abt Oliba wurde er in einem Brief als „König Iberiens“ anerkannt. In seiner Münzprägung verwendete Sancho schließlich den Imperatorentitel (IMPERATOR/NAIARA), der bis dahin einzig von den leónesischen Königen gebraucht wurde, als Untermauerung ihres Anspruches auf das Erbe der über die iberische Halbinsel herrschenden Westgotenkönige. In seinen Urkunden ist dieser Titel allerdings nicht verwendet worden, lediglich in einem als Fälschung entlarvten Dokument der Abtei San Juan de la Peña.
Sanchos ausgreifende Machtpolitik ist vor dem Hintergrund des zeitgleich stattfindenden Zerfalls der politischen Einheit von al-Andalus zu verstehen, indem das Kalifat von Córdoba nach dem Tod des Wesirs Almansor 1002 in einer Folge von verheerenden Thronfolgekämpfen und den alten Gegensätzen zwischen Berbern und Arabern zugrunde ging. An seine Stelle traten mehrere Teilkönigreiche (taifa), die bedingt durch ihre Rivalitäten untereinander keine unmittelbare Bedrohung für die christlichen Staaten Spaniens darstellten. Abseits seiner Machtexpansion ergriff Sancho weiterhin die Gelegenheit zu strukturellen Reformen des Klosterwesens in seinem Reich, indem er die Umgestaltung der Klosterorganisation nach den Regeln des heiligen Benedikt von Nursia förderte. Bereits 1022 legte er dem Kloster San Salvador de Leire die Annahme der Benediktinerregel nahe und um dieselbe Zeit nahm er Kontakt mit der Abtei Cluny unter ihrem Abt Odilo auf, für deren Reformbewegung er das spanische Klostersystem öffnete. Noch zu seinen Lebzeiten wurden die Abteien von San Juan de la Peña, San Millán de la Cogolla und San Salvador de Oña in das cluniazensische Klostersystem integriert.
Bis zum Frühjahr 1034 regierte Sancho noch als Vormund für Bermudo III. in León, in dessen Namen er das Bistum Palencia restaurierte und ihn anschließend mit seiner Tochter Jimena verheiratete. Aber noch im selben Jahr nötigte er Bermudo III. ins Exil nach Galicien, übernahm die Alleinherrschaft in León und erreichte damit den Höhepunkt seiner Macht. Den Titel eines Königs von León führte er allerdings nie. Nur etwas mehr als ein Jahr später starb er. Beigesetzt wurde er in der Abtei San Salvador de Oña; später wurde sein Leichnam in die Abtei San Isidoro de León überführt.

## Familie und Erbregelung
Aus der um 1010 geschlossenen Ehe mit Munia Mayor von Kastilien († 1066) hatte Sancho III. folgende Kinder:
- Mayor († vor 1044), ⚭ vor 1037 mit Graf Pons Wilhelm von Toulouse.
- García III. Sánchez († 1054), König von Navarra.
- Gonzalo Sánchez († 1045), König von Ribagorza und Sobrarbe.
- Bernardo Sánchez († nach 1024).[11]
- Fernando I. Sánchez (1018–1065), König von Kastilien-León.
- Jimena Sánchez († nach 1062), ⚭ 1034/35 mit König Bermudo III. von León (1017–1037).

Mit seiner Mätresse Sancha von Aibar hatte er einen unehelichen Sohn:
- Ramiro I. Sánchez († 1063), König von Aragón.

Das Reich Sanchos III. von Navarra nach der Erbteilung unter seinen Söhnen.

Sanchos spanisches Reich fand mit seinem Tod ein Ende, da er auch hier dem fränkischen Vorbild folgend alle seine Söhne mit diversen Territorien als eigene Königreiche bedachte. Der älteste legitim geborene García erhielt das Stammland der Dynastie um Navarra einschließlich der Regionen La Rioja, Álava, Vizcaya und Guipúzcoa. Außerdem sollte er vermutlich als Ältester eine Art Seniorat innerhalb der Familie ausüben, dem sich seine Brüder unterzuordnen hatten. Für den unehelich geborenen Ramiro wurde die ehemalige Grafschaft Aragón nun als eigenes Königreich von Navarra separiert, genauso wie die erst kurz zuvor gewonnenen Sobrarbe und Ribagorza für Gonzalo als Königreich eingerichtet wurden. Dem jüngsten Sohn Ferdinand winkte das mütterliche Erbe, die Grafschaft Kastilien, sowie die durch seine Ehe gewonnene Anwartschaft auf das Königreich León, das er 1037 durch seinen Sieg bei Tamarón gegen Bermudo III. schließlich auch gewann.
Allerdings sollte unter den Brüdern keine dauerhafte Eintracht erhalten bleiben. 1054 ging Ferdinand aus einem Bruderkrieg mit García, der getötet wurde, siegreich hervor und sicherte sich und seinem Reich die Führerschaft unter den Spaniern. Gonzalo war bereits 1045 einem Mord zum Opfer gefallen und sein kleines Pyrenäenkönigreich hatte Ramiro mit Aragón vereint. Der Familienzwist setzte sich auch unter den Enkeln Sanchos fort, mit der Folge, dass 1076 Sancho IV. von Navarra bei einer Palastrevolte getötet und darauf das Königreich Navarra unter Alfons VI. von León-Kastilien und Sancho Ramírez von Aragón aufgeteilt wurde. Zwar konnte Navarra 1134 wieder seine Eigenständigkeit gewinnen, doch blieb es fortan nur noch auf die Region um Pamplona beschränkt und ausgeschlossen von jeder weiteren Expansion. Stattdessen konnten sich León-Kastilien und Aragón als die zwei führenden spanischen Mächte aus dem Erbe Sanchos des Großen etablieren.